# والدیری
والدیری (به ایتالیایی: Valdieri) یک کومونه در ایتالیا است که در استان کونیو واقع شده‌است.

## خصوصیات
والدیری ۱۵۳٫۰ کیلومترمربع مساحت دارد و دارای ۹۵۸ نفر جمعیت می‌باشد و ۷۷۴ متر بالاتر از سطح دریا واقع شده‌است.